# Wiluiet
Wiluiet is een donkergroen tot grijsbruin mineraal met volgende scheikundige
eigenschappen Ca19(Al,Mg)13B5Si18O68(O,OH)10.

## Ontstaan
Metamorf in geserpentineerde skarn, geassocieerd met grossulaar.

## Voorkomen
De perfecte prismatische kristallen tot 5 cm zijn alleen aangetroffen in het bekken van de rivier Villioui in Jakoetië in Rusland.